# Mycosphaerella tasmaniensis
Mycosphaerella tasmaniensis är en svampart som beskrevs av Crous & M.J. Wingf. 1998. Mycosphaerella tasmaniensis ingår i släktet Mycosphaerella och familjen Mycosphaerellaceae.   Inga underarter finns listade i Catalogue of Life.